# Discografia lui Lily Allen
Discografia lui Lily Allen prezintă cronologic aparițiile discografice ale cântăreței Lily Allen. Cântăreața a scos trei albume de studio, două discuri EP, douăzeci de discuri single pe plan independent și douăzeci de videoclipuri. Lily abordează o gamă largă de genuri muzicale ca pop, ska, electropop și R&B.
S-a făcut cunoscută prin intermediul contului de MySpace, pe care încărca părți de melodii în 2005. Creșterea în popularitate a dus la semnarea unui contract cu Regal Recordings. În prima parte a anului 2006 au început înregistrările pentru primul album de studio al interpretei, iar discul său single de debut, intitulat „Smile” a câștigat prima poziție în prestigiosul clasament UK Singles Chart și a rămas acolo timp de două săptămâni.. Primul său album, Alright, Still, lansat în 2006, i-a adus lui Allen nominalizări în cadrul premiilor Grammy, BRIT Awards sau MTV Video Music Awards. Discul Alright, Still a fost comercializat la nivel internațional în peste 2,600,000 exemplare. Albumul a fost certificat cu triplu disc de platină în Regatul Unit, și aur în Statele Unite. A fost nominalizat la categoria Cel mai bun album de muzică alternativă la cea de-a cincizecea gală a premiilor Grammy. Discurile single ce l-au urmat—„LDN”, „Littlest Things” și "Alfie”—nu s-au bucurat de același succes, deși s-au vândut bine; poziția maximă în UK Singles Chart pentru „LDN” fiind a șasea.
Cel de-al doilea album de studio al interpretei, intitulat It's Not Me, It's You (2007), a fost apreciat de critica de specialitate din Regatul Unit, iar succesul comercial al discului nu a întârziat să apară. Acesta anunța schimbarea stilului artistei spre cel electropop, înlocuind astfel influențele ska și reggae ale primului. Albumul a debutat pe prima poziție în UK Albums Chart, clasamentul australian ARIA și Canadian Albums Chart. Discurile single lansate, precum „The Fear” sau „Fuck You” s-au bucurat de succes în clasamentele din Europa. „Fear” a debutat pe locul întâi în UK Singles Chart, unde a rămas timp de patru săptămâni. „Not Fair” s-a clasat și el în primele zece cântece din Regatul Unit, iar „Fuck You” a fost al treilea cântec al ei care a intrat în Billboard Hot 100, poziția maximă atinsă de melodie în clasament fiind a șaizeci și opta. Alte cântece notabile sunt „22” și mai recentul „Who'd Have Known”. Primul extended play, F.U.E.P., a fost lansat pe iTunes în martie 2009 și al doilea album, Paris Live Session, în luna noiembrie a aceluiași an.
În mai 2014, după o pauză de cinci ani din cariera muzicală, a lansat al treilea ei album, Sheezus, care cuprinde piese dintr-o varietate mare de genuri, precum L8 CMMR (bubblegum pop) și Hard out Here (synthpop). A debutat pe prima poziție în UK Albums Chart, fiind al doilea album al lui Allen care reușește această performanță în Regatul Unit și a intrat în top cinci în Australian Albums Chart și Irish Albums Chart. A ajuns pe poziția a douăsprezecea în Billboard 200. Primul single de pe album, „Hard out Here”, a fost lansat la 17 noiembrie 2013 și a ajuns pe locul al nouălea în UK Singles Chart, Allen având două single-uri simultan în top 10, alături de „Somewhere Only We Know”, care a ocupat prima poziție timp de trei săptămâni. Al doilea single, „Air Balloon”, a fost lansat la 20 ianuarie 2014, și a ajuns pe poziția a șaptea în UK Singles Chart.

## Albume

### Albume de studio
| An   | Titlu                                                                                                 | Poziții în clasamente | Poziții în clasamente | Poziții în clasamente | Poziții în clasamente | Poziții în clasamente | Poziții în clasamente | Poziții în clasamente | Poziții în clasamente | Poziții în clasamente | Poziții în clasamente | Certificări   | Vânzări                                            |
| An   | Titlu                                                                                                 | UK                    | IRE                   | AUS                   | Bel                   | FRC                   | DEU                   | NZ                    | U.S.                  | CAN                   | EU                    | Certificări   | Vânzări                                            |
| ---- | --- | --------------------- | --------------------- | --------------------- | --------------------- | --------------------- | --------------------- | --------------------- | --------------------- | --------------------- | --------------------- | ------------- | -------------------------------------------------- |
| 2006 | Alright, Still - Lansat: 14 iulie, 2006 - Casă de discuri: Regal, EMI - Formate: CD, digital          | 2                     | 6                     | 7                     | 24                    | 47                    | —                     | 21                    | 20                    | 21                    | 10                    | - CAN: Aur    | - UK: 1,000,000 + - SUA: 500,000 - EU: 1,000,000 + |
| 2009 | It's Not Me, It's You - Lansat: 9 februarie 2009 - Casă de discuri: Regal, EMI - Formate: CD, digital | 1                     | 3                     | 1                     | 5                     | 11                    | 17                    | 9                     | 5                     | 1                     | 2                     | - EU: Platină | - SUA: 210,737                                     |
| 2014 | Sheezus - Lansat: 2 mai 2014 - Casă de discuri: Regal, Parlophone - Formate: CD, LP, digital          | 1                     | 4                     | 4                     | 31                    | 32                    | 20                    | 9                     | 12                    | 16                    |                       | - UK: Aur     |                                                    |

### Discuri EP
| An   | EP                                               |
| ---- | ------------------------------------------------ |
| 2009 | F.U.E.P. - Format: descărcare digitală           |
| 2009 | Paris Live Session - Format: descărcare digitală |

## Discuri single
| An         | Cântec                                          | Poziții în clasamente | Poziții în clasamente | Poziții în clasamente | Poziții în clasamente | Poziții în clasamente | Poziții în clasamente | Poziții în clasamente | Poziții în clasamente | Poziții în clasamente | Poziții în clasamente | Poziții în clasamente | Poziții în clasamente | Poziții în clasamente | Poziții în clasamente | Poziții în clasamente | Poziții în clasamente | Certificări                                  | Album                 |
| An         | Cântec                                          | UK                    | IRE                   | AUS                   | BEL                   | CAN                   | DAN                   | FRC                   | NL                    | NZ                    | ELV                   | SUE                   | ITA                   | GER                   | S.U.A.                | S.U.A. Pop            | EU                    | Certificări                                  | Album                 |
| ---------- | ----------------------------------------------- | --------------------- | --------------------- | --------------------- | --------------------- | --------------------- | --------------------- | --------------------- | --------------------- | --------------------- | --------------------- | --------------------- | --------------------- | --------------------- | --------------------- | --------------------- | --------------------- | -------------------------------------------- | --------------------- |
| 2006       | „Smile”                                         | 1                     | 6                     | 4                     | 7                     | 8                     | 9                     | 6                     | 0                     | 6                     | 9                     | 3                     | 2                     | 7                     | 4                     | 2                     | 5                     | - SUA: Aur                                   | Alright, Still        |
| 2006       | „LDN”                                           | 6                     | 21                    | 39                    | 52                    | —                     | —                     | —                     | —                     | 23                    | 88                    | —                     | 47                    | —                     | —                     | —                     | 24                    |                                              | Alright, Still        |
| 2006       | „Littlest Things”                               | 21                    | 32                    | —                     | 63                    | —                     | —                     | —                     | —                     | —                     | —                     | —                     | —                     | —                     | —                     | —                     | 71                    |                                              | Alright, Still        |
| 2007       | „Alfie” 1                                       | 1                     | 1                     | 7                     | 5                     | 1                     | 2                     | 4                     | 4                     | 5                     | 1                     | 1                     | 9                     | 2                     | 3                     | 1                     | 5                     |                                              | Alright, Still        |
| 2009       | „The Fear”                                      | 1                     | 1                     | 1                     | 1                     | 3                     | 2                     | 1                     | 2                     | 1                     | 1                     | 3                     | 1                     | 1                     | 1                     | 2                     | 1                     | - AUS: Platină - CAN: Aur                    | It's Not Me, It's You |
| 2009       | „Not Fair”                                      | 1                     | 1                     | 1                     | 3                     | 5                     | 2                     | 4                     | 1                     | 2                     | 6                     | 1                     | 4                     | 1                     | 2                     | 6                     | 1                     | - AUS: Platină                               | It's Not Me, It's You |
| 2009       | „Fuck You” 2                                    | 1                     | 2                     | 2                     | 1                     | 1                     | 1                     | 2                     | 1                     | 1                     | 2                     | 1                     | 1                     | 1                     | 2                     | 1                     | 1                     | - AUS: Aur - BEL: Aur - FRA: Aur             | It's Not Me, It's You |
| 2009       | „22”                                            | 1                     | 1                     | 1                     | 1                     | 1                     | 1                     | 2                     | 2                     | 4                     | 3                     | 1                     | 2                     | 4                     | 1                     | 1                     | 1                     | - AUS: Gold                                  | It's Not Me, It's You |
| 2009       | „Who'd Have Known”                              | 39                    | —                     | 24                    | —                     | —                     | —                     | —                     | —                     | —                     | —                     | —                     | —                     | —                     | —                     | —                     | —                     |                                              | It's Not Me, It's You |
| 2010       | „Back to the Start”3                            | —                     | —                     | —                     | —                     | —                     | —                     | —                     | —                     | —                     | —                     | —                     | —                     | —                     | —                     | —                     | —                     |                                              | It's Not Me, It's You |
| 2013       | „Somewhere Only We Know”                        | 1                     | 1                     | —                     | —                     | —                     | —                     | 6                     | —                     | —                     | 52                    | —                     | —                     | —                     | —                     | —                     | —                     | - BPI: Platină                               | Sheezus               |
| 2013       | „Hard out Here”                                 | 9                     | 21                    | 14                    | 24                    | —                     | —                     | 78                    | 32                    | 14                    | 6                     | —                     | —                     | 2                     | —                     | —                     | —                     | - ARIA: Platină - BVMI: Aur                  | Sheezus               |
| 2014       | „Air Balloon”                                   | 7                     | 8                     | 15                    | —                     | —                     | —                     | —                     | —                     | 30                    | 65                    | —                     | —                     | 40                    | —                     | —                     | —                     | - ARIA: Aur                                  | Sheezus               |
| 2014       | „Our Time”                                      | 43                    | —                     | 60                    | —                     | —                     | —                     | —                     | —                     | —                     | —                     | —                     | —                     | —                     | —                     | —                     | —                     |                                              | Sheezus               |
| 2014       | „URL Badman”                                    | 93                    | —                     | 45                    | —                     | —                     | —                     | —                     | —                     | —                     | —                     | —                     | —                     | —                     | —                     | —                     | —                     |                                              | Sheezus               |
| 2014       | „As Long as I Got You”                          | —                     | —                     | —                     | —                     | —                     | —                     | —                     | —                     | —                     | —                     | —                     | —                     | —                     | —                     | —                     | —                     |                                              | Sheezus               |
| Colaborări |                                                 |                       |                       |                       |                       |                       |                       |                       |                       |                       |                       |                       |                       |                       |                       |                       |                       |                                              |                       |
| 2007       | „Oh My God”(cu Mark Ronson)                     | 8                     | 21                    | 72                    | 69                    | —                     | 29                    | —                     | —                     | —                     | 93                    | —                     | —                     | —                     | —                     | —                     | —                     |                                              | Version               |
| 2007       | „Drivin' Me Wild” (împreună cu Common)          | 56                    | —                     | —                     | —                     | —                     | —                     | —                     | —                     | —                     | —                     | —                     | —                     | —                     | —                     | —                     | —                     |                                              | Finding Forever       |
| 2008       | „Never Miss a Beat” (împreună cu Kaiser Chiefs) | 5                     | 49                    | 54                    | 43                    | —                     | —                     | —                     | —                     | 74                    | —                     | —                     | —                     | —                     | —                     | —                     | —                     |                                              | Off with Their Heads  |
| 2010       | „Just Be Good to Green” (cu Professor Green)    | 5                     | 17                    | 49                    | —                     | —                     | —                     | —                     | —                     | 32                    | —                     | —                     | —                     | —                     | —                     | —                     | —                     |                                              | Alive Till I'm Dead   |
| 2008       | „5 O'Clock” (cu (T-Pain și Wiz Khalifa)         | 6                     | —                     | 29                    | 43                    | —                     | —                     | —                     | —                     | 27                    | —                     | —                     | —                     | —                     | 10                    | —                     | —                     | - ARIA: Aur - MC: Platină                    | REVOLVEЯ              |
| 2013       | „True Love” (cu Pink și Lily Rose Cooper)       | —                     | 35                    | —                     | —                     | —                     | —                     | —                     | —                     | —                     | —                     | —                     | —                     | —                     | —                     | —                     | —                     | - ARIA: 2× Platină - MC: Platină - RMNZ: Aur | The Truth About Love  |

Note:

1 în Regatul Unit, cântecul s-a clasat împreună cu „Shame for You”, fiind un disc cu dublu față A.

2 nu a fost promovat în Regatul Unit, fiind distribuit în această zonă doar digital.

3 ediție limitată, lansată pe 1000 de discuri de vinil de 7" pentru Record Store Day 2010.

## Videoclipuri
| An   | Cântec                         | Regizor(i)                                          | Album                 |
| ---- | ------------------------------ | --------------------------------------------------- | --------------------- |
| 2006 | „Smile”                        | Sophie Muller                                       | Alright, Still        |
| 2006 | „LDN”                          | Nima Nourizadeh                                     | Alright, Still        |
| 2006 | „Littlest Things”              | Nima Nourizadeh                                     | Alright, Still        |
| 2007 | „Alfie”                        | Sarah Chatfield                                     | Alright, Still        |
| 2007 | „Oh My God” (cu Mark Ronson)   | Nima Nourizadeh                                     | Version               |
| 2007 | „Drivin' Me Wild” (cu Common)" | Chris Robinson                                      | Finding Forever       |
| 2008 | „The Fear”                     | Nez                                                 | It's Not Me, It's You |
| 2009 | „Not Fair”                     | Melina Matsoukas                                    | It's Not Me, It's You |
| 2009 | „Fuck You”                     | Arnaud Boutin, Camille Dauteuille și Clement Dozier | It's Not Me, It's You |
| 2009 | „22”                           | Jake Scott                                          | It's Not Me, It's You |
| 2009 | „Who'd Have Known”             | James Caddick                                       | It's Not Me, It's You |
| 2010 | „Just Be Good to Green”        | Henry Scholfield                                    | Alive Till I'm Dead   |
| 2013 | „Hard out Here”                | Christopher Sweeney                                 | Sheezus               |
| 2013 | „Somewhere Only We Know”       |                                                     | Sheezus               |
| 2014 | „Air Balloon”                  | That Go                                             | Sheezus               |
| 2014 | „Our Time”                     | Christopher Sweeney                                 | Sheezus               |
| 2014 | „Sheezus”                      | Ruffmercy                                           | Sheezus               |
| 2014 | „URL Badman”                   | The Sacred Egg                                      | Sheezus               |
| 2014 | „As Long as I Got You”         | Christopher Sweeney                                 | Sheezus               |

## Alte apariții
Aceste cântece nu fac parte dintr-un album sau nu au fost lansate ca disc single de către Lily Allen.
| An   | Cântec                             | Album/Single                                   | Note                                                           |
| ---- | ---------------------------------- | ---------------------------------------------- | -------------------------------------------------------------- |
| 2006 | „Lights Go Down”                   | Crazy Itch Radio                               | Voce de fundal pentru Basement Jaxx                            |
| 2006 | „Bongo Bong and Je Ne T'Aime Plus” | Rudebox                                        | Voce de fundal pentru Robbie Williams                          |
| 2007 | „Wanna Be”                         | Maths + English                                | Interpretat cu Dizzee Rascal                                   |
| 2007 | „Everybody's Changing”             | The Saturday Sessions: The Dermot O'Leary Show | Cover al Keane                                                 |
| 2007 | „Don't Get Me Wrong”               | Radio 1 Established 1967                       | Cover al The Pretenders pentru a 40-a aniversare a BBC Radio 1 |
| 2008 | „Never Miss a Beat”                | Off with Their Heads                           | Voce de fundal pentru Kaiser Chiefs                            |
| 2008 | „Always Happens Like That”         | Off with Their Heads                           | Interpretat cu Kaiser Chiefs                                   |
| 2009 | „Straight to Hell”                 | War Child Presents Heroes                      | Interpretat cu Mick Jones                                      |
| 2009 | „Beds Are Burning”                 | Single caritabil                               | Interpretat cu mai mulți artiști.                              |
| 2014 | „Shelter You”                      | Tarka & Friends: Life                          | Interpretat cu Louis Eliot                                     |
| 2014 | „King Many Layers”                 | The Boy in the Hood                            | Interpretat cu Fryars.                                         |
| 2015 | Something's Not Right              | „Pan: Original Motion Picture Soundtrack”      |                                                                |
| 2015 | „Little Soldier”                   | „Pan: Original Motion Picture Soundtrack”      |                                                                |